# Na Na (Trey Songz)
Na Na è un brano musicale del cantante statunitense Trey Songz pubblicato il 21 gennaio del 2014 come singolo d'anticipazione dall'album Trigga. Il singolo usa un'interpolazione del brano dei Fugees, Fu-Gee-La.

## Classifiche
| Classifica (2010) | Posizione massima |
| ----------------- | ----------------- |
| Australia         | 83                |
| Belgio (Fiandre)  | 18                |
| Belgio (Vallonia) | 2                 |
| Canada            | 94                |
| Francia           | 21                |
| Romania           | 1                 |
| Regno Unito       | 20                |
| Stati Uniti       | 21                |